# Hassan Muath Fallatah
Hassan Muath Fallatah (27 gennaio 1986) è un ex calciatore saudita, di ruolo difensore.

## Carriera

### Club
Ha sempre giocato nel campionato saudita.

### Nazionale
Ha esordito in Nazionale nel 2006.

## Palmarès

### Club

#### Competizioni nazionali
- Supercoppa saudita: 1

Al-Shabab: 2014